# زوخول
زوخول (به ترکی آذربایجانی: Zuxul) یک منطقه مسکونی در جمهوری آذربایجان است که در شهرستان قوسار واقع شده است. زوخول ۴۱۴ نفر جمعیت دارد.